# GreenSet

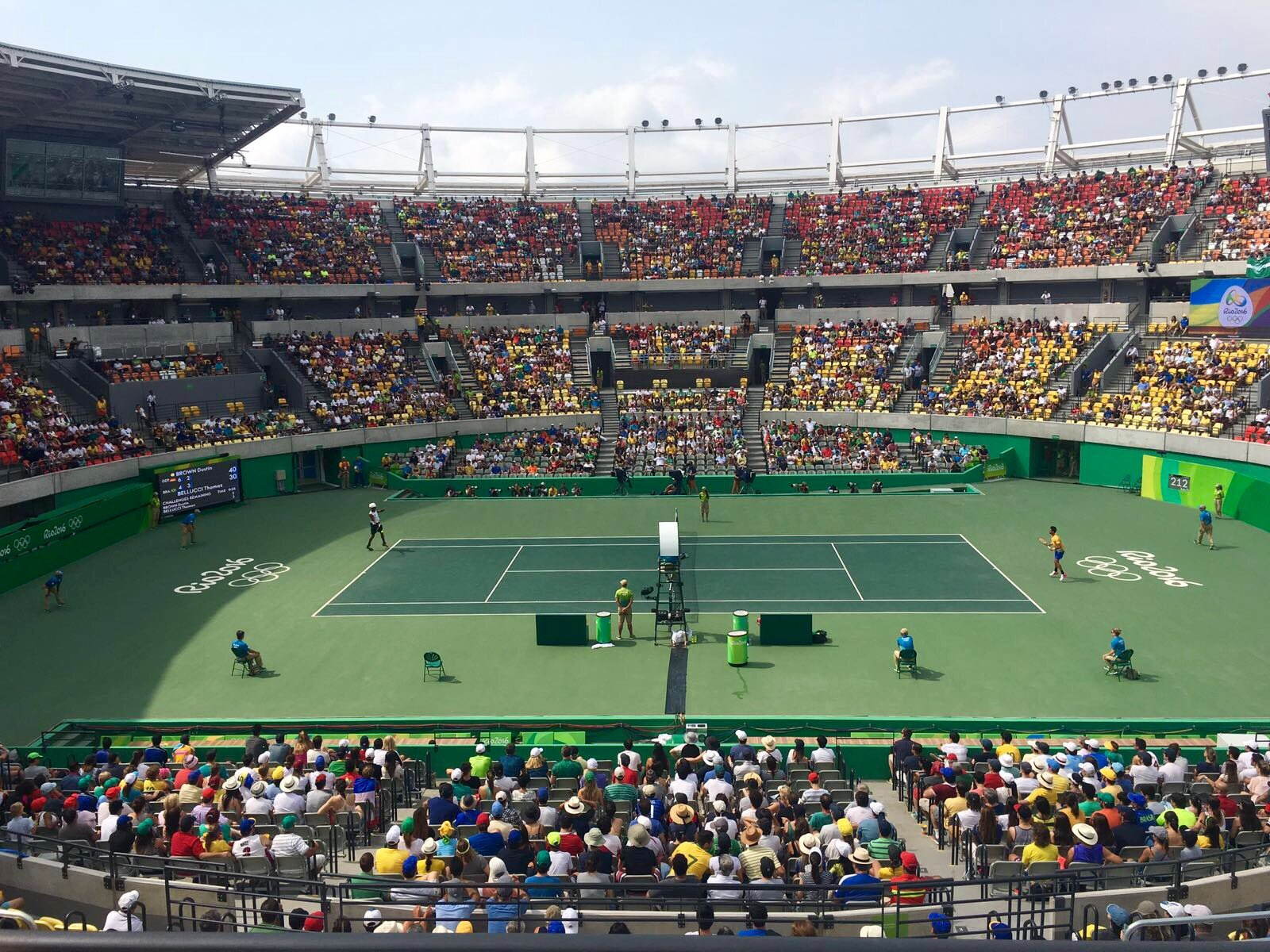
Court de tennis avec revêtement GreenSet aux Jeux olympiques de 2016 à Rio

GreenSet est une marque de surface dure en acrylique utilisée dans de nombreux évènements de tennis professionnels organisés par la Fédération internationale de tennis (FIT) et sur les circuits ATP et WTA. Il est composé de couches de résine acrylique et de silice qui recouvrent une base en asphalte ou en béton dans le cas d'une installation permanente alors qu'une base en bois sera employée pour les lieux à usage occasionnel.
La société est basée à Barcelone, en Espagne.
Les surfaces GreenSet sont homologuées par la Fédération Internationale de Tennis via une classification établie selon la vitesse de surface de jeu. Elles intègrent les catégories suivantes : moyennes-lentes, moyennes et moyennes-rapides,.
Elles sont utilisées depuis 1970, date de leur introduction initiale en Europe. En 2021, GreenSet est impliqué mondialement dans 15 000 installations dans le cadre de tournois et d'évènements.
Le revêtement GreenSet est actuellement utilisé dans les tournois suivants :
- Open d'Australie et les différents tournois de l'AO Series (depuis l'édition 2020[4])
- Masters de Paris-Bercy[5]
- Swiss Indoors Basel[6]
- Open Sud de France[7]
- Jeux olympiques d'été de 2016 et Jeux paralympiques d'été de 2016
- ATP Finals à l'O2 Arena de Londres[8].

De nombreuses rencontres de la Coupe Davis et de la Coupe Billie Jean King se sont également déroulées sur des surfaces GreenSet.
Les épreuves de tennis aux Jeux olympiques de 2016 de Rio se sont déroulées sur des surfaces GreenSet. Le Centre olympique de tennis totalisant une surface de plus de 18 000 mètres carrés, a été entièrement recouvert début 2016, soit plusieurs mois avant la cérémonie d'ouverture. Le même revêtement a également été retenu pour les surfaces de BMX du Centre olympique de BMX de Rio.

## Voir également
- Decoturf
- Plexicushion
- Rebound Ace
- Laykold